# Хитов, Панайот
Панайот Иванов Хитов (болг. Панайот Иванов Хитов, 11 ноября 1830, Сливен, Османская империя — 22 февраля 1918, Русе, Болгария) — болгарский гайдук,  один из организаторов и активных участников национально-освободительного движения в Болгарии против турецкого господства, военачальник. Герой болгарского народа.

## Биография
Сын зажиточного крестьянина и торговца скотом. Из-за оскорблений и притеснений со стороны турок, он продал своё имущество и ушёл «гайдуковать», то есть разбойничать, в горы. В 1858 году вступил в чету (партизанский отряд) воеводы Георгия Трынкина, через два года, после смерти командира, возглавил чету. Отряд под его командованием вскоре стал одним из самых активных в юго-восточной Болгарии.
В течение десяти лет нападал на турецких путешественником по всей территории Балканов, пробирался в города, убивал видных чиновников, атаковал военные отряды, порой проявляя крайнюю жестокость. Никогда не нападал на болгар и христиан вообще. На зиму обычно уходил в Сербию или Румынию, где занимался торговлей или нанимался почтальоном, слугой в гостиницу. С 1858 по 1876 годы совершил ряд вторжений в Турцию во главе болгарских чет.
В 1864—1865 годах действия повстанцев Хитова стали рассматриваться, как часть национально-освободительного движения болгар против османского ига. Из простого гайдука он превратился в политика, который мечтал о всенародном восстании в болгарских и греческих областях Турции и о союзах с иностранными державами. Тогда же, он вступил в переписку с Георгием Раковским. Начиная с 1864 года, в Сербии стал объединять вокруг своего отряда, разрозненные силы патриотов.
По плану Раковского, в 1867 году должен был быть главным болгарским военачальником (воеводой).

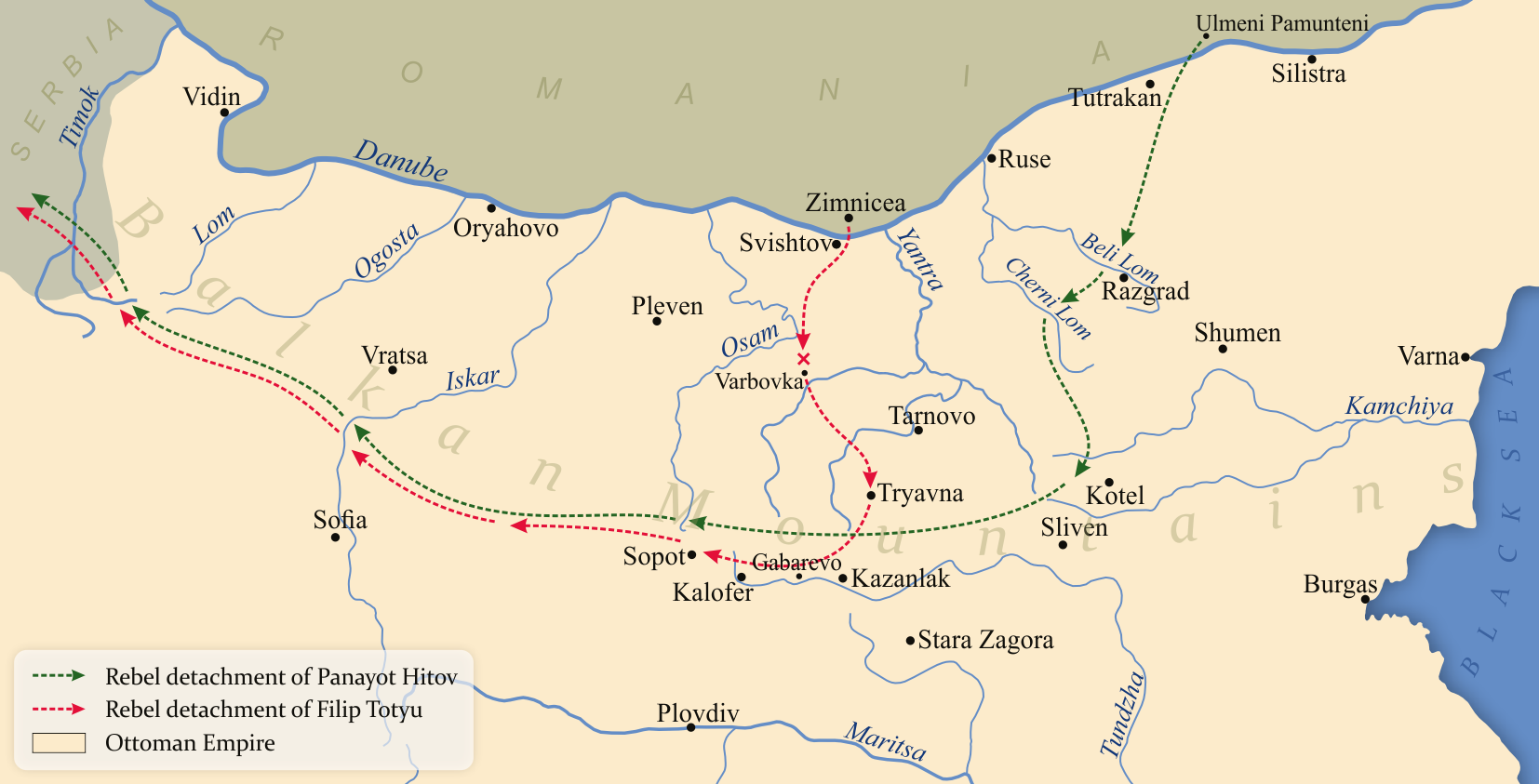
Поход Хитова и Филип Тотю в Болгарии в 1867 году

После смерти Раковского в апреле 1867 года нелегально перебрался из Сербии в Болгарию через территории Румынии с группой из тридцати повстанцев, знаменосцем группы был Васил Левский. Целью малочисленной группы была поддержка организованного сопротивления туркам.
Отряд некоторое время действовал в Балканских горах в районе городов Котел и Сливена.
Позже отправился в Сербию и поселился в Белграде. Оставался сторонником идеи, что освобождение Болгарии возможно только при условии согласованных антиосманских действий с Сербией. В 1869—1871 годах, переписываясь с Василем Левским, выражал свои взгляды, и, не принимая советов Левского, подписал соглашение с черногорским воеводой Матановичем по организации совместного одновременного восстания в Болгарии, Боснии, Герцеговине и Албании.
В апреле 1872 года совместно с Василем Левским и Любеном Каравеловым стал членом Болгарского революционного центрального комитета болгарских революционеров (БРЦК), созданного в Бухаресте, ставшего опорой Старозагорского восстания, которое было жестоко подавлено турецкими властями.
После смерти Левского в 1873 году, БЦРК раскололся на фракцию Стефана Стамболова и Панайота Хитова, требовавшую немедленного восстания, и фракцию Любена Каравелова, главы БЦРК, склонявшуюся к необходимости дополнительной работы по подготовке.
Сыграл важную роль в БРЦК в Бухаресте, хотя продолжал жить в Белграде. В августе 1875 года председательствовал на собрании БРЦК, на котором был утвержден план о начале Старозагорского восстания. В соответствии с планом, должен был вогглавить отряд повстанцев, что не было осуществлено из-за возражений сербов.
Был участником сербско-турецкой войны. В июле 1876 года командующий сербской Моравской армией генерал Михаил Черняев назначил Хитова главным воеводой над четами Филиппа Тотю, Ильо Воеводы, Желю Христова и Христо Македонского. Добровольцы Панайота Хитова всегда координировали свои действия с регулярными сербскими войсками.
Во время Русско-турецкой войны командовал отрядом из 1300 болгарских добровольцев. После освобождения Болгарии с 1878 года жил в Русе, принимал участие в политической жизни. В 1881—1883 годах был кметом (мэром) города Кула. Поддержав идею соединения Восточной Румелии с Болгарией, в 1885 году сформировал в Сливене кавалерийское соединение — Сливенский добровольческий отряд (300 сабель).
Позже из-за своей оппозиции к режиму Стефана Стамболова был отправлен в тюрьму. Умер 22 февраля 1918 года в Русе.
Похоронен в здании Пантеона в Русе, которое находится на востоке от центра города, где покоятся все местные революционеры, которых считают героями болгарского народа.